# Liste des évêques et archevêques de Lima
Cette liste recense les évêques et les archevêques qui se sont succédé sur le siège de l'archidiocèse de Lima depuis sa création le 14 mai 1541 et son élévation au rang d'archidiocèse métropolitain le 12 février 1546.

## Évêques
- Jerónimo de Loayza, O.P (13 mai 1541 - 11 février 1546), devient archevêque de Lima

## Archevêques
- Jerónimo de Loayza, O.P. (12 février 1546 - 25 octobre 1575)
- Diego Gómez de Lamadrid, O.SS.T (27 mars 1577 - 13 juin 1578), nommé archevêque, à titre personnel, de Badajoz
- Saint Turibe de Mogrovejo (16 mars 1579 - 23 mai 1606)
- Bartolomé Lobo Guerrero (19 novembre 1607 - 12 janvier 1622)
- Gonzalo López de Ocampo (2 octobre 1623 - 15 octobre 1627)
- Hernando de Arias y Ugarte (29 mai 1628 - 27 janvier 1638)
  - Sede vacante (1638-1640)
- Pedro de Villagómez Vivanco (16 juillet 1640 - 12 mai 1671)
  - Sede vacante (1671-1673)
- Juan de Almoguera, O.SS.T (27 novembre 1673 - 2 mars 1676)
- Melchor Liñán y Cisneros (14 juin 1677 - 28 juin 1708)
- Antonio de Zuloaga (11 décembre 1713 - 21 janvier 1722)
- Diego Morcillo Rubio de Auñón de Robledo, O.SS.T (12 mai 1723 - 12 mars 1730)
- Juan Francisco Antonio de Escandón, C.R. (18 juin 1731 - 28 avril 1739)
- José Antonio Gutiérrez y Ceballos (11 novembre 1740 - 16 janvier 1745)
- Agustín Rodríguez Delgado (14 juin 1746 - 18 décembre 1746)
- Pedro Antonio de Barroeta Ángel (16 septembre 1748 - 19 décembre 1757), nommé archevêque de Grenade
- Diego del Corro (13 mars 1758 - 28 janvier 1761)
- Diego Antonio de Parada (25 janvier 1762 - 23 avril 1779)
- Juan Domingo González de la Reguera (18 septembre 1780 - 8 mars 1805)
- Bartolomé María de las Heras Navarro (31 mars 1806 - 6 septembre 1823)
  - Sede vacante (1823-1834)
- Jorge de Benavente (23 juin 1834 - 10 mars 1839)
- Francisco de Sales Arrieta (13 juillet 1840 - 4 mai 1843)
- Francisco Xavier de Luna Pizarro (24 avril 1845 - 9 février 1855)
- José Manuel Pasquel (28 septembre 1855 - 15 octobre 1857)
- José Sebastián de Goyeneche y Barreda (26 septembre 1859 - 19 février 1872)
- Francisco Orueta y Castrillón, C.O. (21 mars 1873 - 25 août 1886)
  - Sede vacante (1886-1889)
- Manuel Antonio Bandini (27 mai 1889 - 11 avril 1898)
- Manuel Tovar y Chamorro (22 août 1898 - 25 mai 1907)
- Pietro Emmanuele García Naranjó (19 décembre 1907 - 10 septembre 1917)
- Emilio Francisco Lisson Chaves, C.M (25 février 1918 - 3 mars 1931)
- Pedro Pascual Francesco Farfán (18 septembre 1933 - 17 septembre 1945)
- Juan Gualberto Guevara (16 décembre 1945 - 27 novembre 1954)
- Juan Landázuri Ricketts, O.F.M (2 mai 1955 - 30 décembre 1989)
- Augusto Vargas Alzamora, S.J (30 décembre 1989 - 9 janvier 1999)
- Juan Luis Cipriani Thorne (9 janvier 1999 - 25 janvier 2019)
- Carlos Castillo Mattasoglio (depuis le 25 janvier 2019)

## Sources
- (en) « Archdiocese of Lima  : Past and Present Ordinaries », sur catholic-hierarchy.org (consulté le 3 juin 2023)